# Andrew Stephenson
Andrew Stephenson (ur. 17 lutego 1981 w Manchesterze) – brytyjski polityk, członek Partii Konserwatywnej, poseł do Izby Gmin z okręgu Pendle (2010–2024). Od 7 lipca do 6 września 2022 zajmował stanowisko ministra bez teki w drugim gabinecie Borisa Johnsona. Równocześnie objął funkcję współprzewodniczącego brytyjskiej Partii Konserwatywnej (wraz z Benem Elliotem).

## Życiorys
Urodził się w Manchesterze, jego ojciec i dziadek byli związani z koleją. Ukończył Poynton High School a następnie zarządzanie na Royal Holloway, University of London. Po ukończeniu studiów pracował jako broker ubezpieczeniowy.
W latach 2003–2007 był radnym okręgu Macclesfield. W 2010 został wybrany posłem do Izby Gmin z okręgu Pandle, uzyskał reelekcję w 2015, 2017 i 2019 roku.
Jako wyższy urzędnik państwowy pełnił różne funkcje, m.in. odpowiadał za kontakty z państwami afrykańskimi, przemysł, a także był whipem rządowym. 7 lipca 2022 został współprzewodniczącym Partii Konserwatywnej i objął urząd ministra bez teki.
W 2024 nie został ponownie wybrany do Izby Gmin z nowo utworzonego okręgu Pendle and Clitheroe.